# رابرت هریک

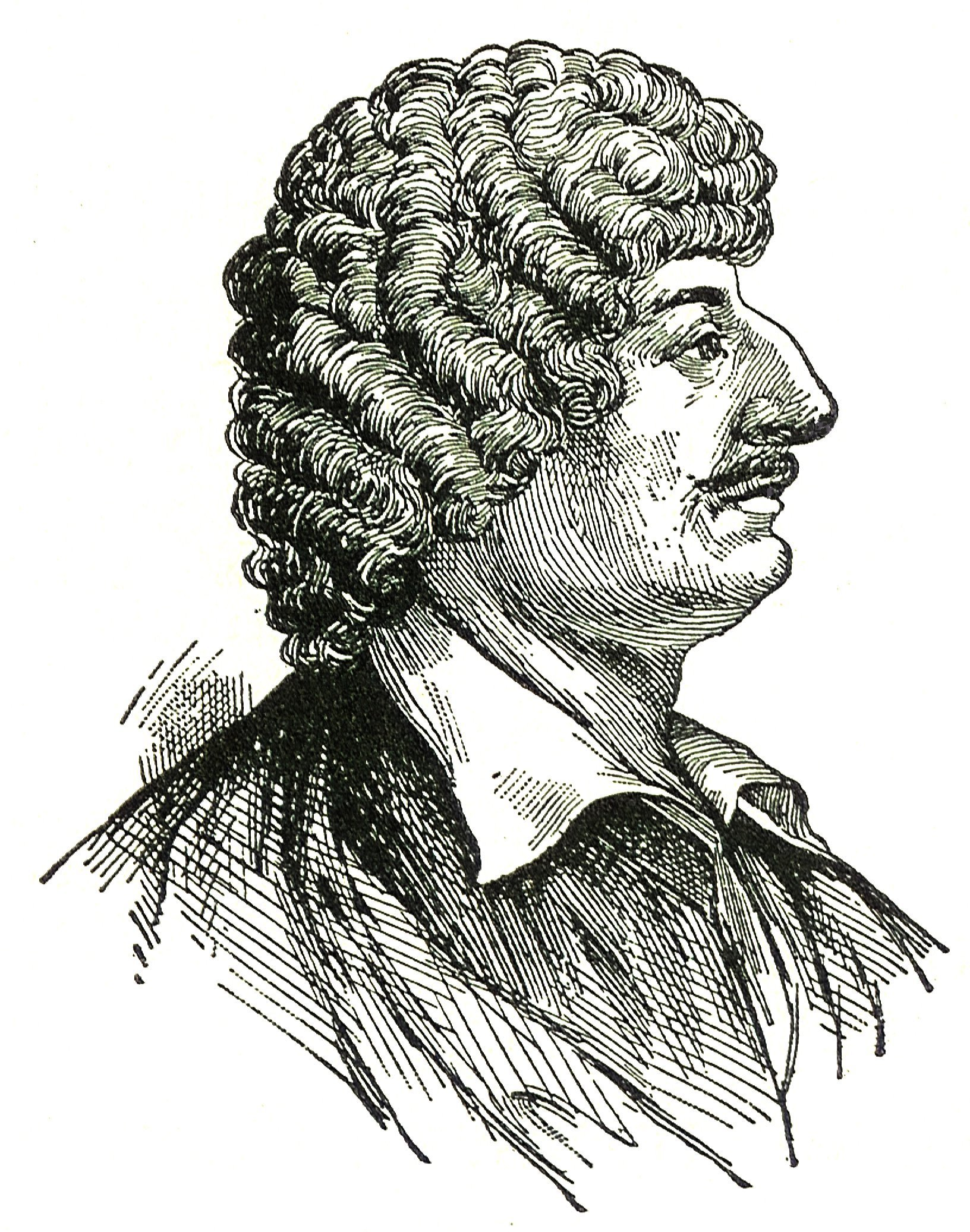
رابرت هریک

رابرت هریک (به انگلیسی: Robert Herrick) (زاده ۱۵۹۱ در لندن – درگذشته ۱۶۷۴) شاعر انگلیسی سدهٔ هفده‌ام میلادی بود. آثار هریک طی زمان زیادی به فراموشی سپرده شده بود تا این‌که با چاپ دوباره مجموعهٔ کاملی از کارهای وی در سال ۱۸۲۳ محبوبیت آثارش دوباره زنده شد.

## زندگی
رابرت هریک در ۲۴ اوت ۱۵۹۴ متولد گردید و در اکتبر ۱۶۷۴ در گذشت. وی در لندن به دنیا آمد. هفدهمین فرزند و چهارمین پسر نیکلاس هریک بود. پدرش زرگری موفق بود. در نوامبر ۱۵۹۲ درحالی‌که رابرت ۱۴ ماه بود، پدرش وصیت‌نامه‌اش را نوشت و خود را از طبقهٔ چهارم خانه پرت کرد. هرچندکه در خود کشی پدرش تردید است.
از تحصیلاتش تقریباً هیچ مدرکی موجود نیست. جز اینکه احتمالاً در مدرسهٔ وست‌مینستر درس خوانده است. در ۱۶۰۷ به شاگردی عمویش درآمد. عمویش سِر ویلیام هریک، زرگر شاه بود. پس از ۶ سال کارآموزی پایان یافت.
در ۲۲ سالگی به کالج سنت‌جان در کمبریج رفت و در سال ۱۶۱۷ فارغ‌التحصیل شد. رابرت هریک از زمرهٔ فرزندان ادبی بن جانسون (شاعر برجسته انگلیسی) به‌شمار می‌رود. وی بعدها کشیش ویژهٔ باکینگهام شد. در ۱۶۲۹ ریاست کشیش‌های دون را عهده‌دار شد که این منصب را به مدت ۳۱ سال در اختیار داشت. در همین زمان بود که تحت تأثیر محیط طبیعی دون بهترین آثار خود را نگارش کرد.
با شروع جنگ داخلی به دلیل مسائل سیاسی، مقامش از او گرفته شد، بنابراین به لندن بازگشت. با بازگشت چارلز دوم مقامش به او بازگردانده شد. در ۱۶۲۲ به دون بازگشت و تا زمان مرگش در ۱۶۷۴ در آن‌جا بود. بسیاری از زنانی که در شعرهایش به آنها می‌پردازد، افسانه‌ای و خیالی هستند.
شهرت او به خاطر مجموعهٔ اشعار غنائی‌اش هسپردیز می‌باشد. مجموعه‌ای دیگر نیز دارد که البته کوچک‌تر از هسپریز می‌باشد و اعداد نجیب نام دارد. این‌دو را با هم در ۱۶۴۸ چاپ کرده است. او در اشعارش یه صراحت از عشق زمینی سخن می‌گفت و صراحت لحنش او را از سایرین متمایز ساخته است.